# Abdulrahman Mesbeh
Abdulrahman Mesbeh (en árabe: عبد الرحمن مصباح‎; Catar, 7 de enero de 1984) es un exfutbolista de Catar que jugaba en la posición de defensa.

## Carrera

### Club
| Periodo   | Club                       |
| --------- | -------------------------- |
| 1999-2013 | Al-Rayyan SC               |
| 2013–2015 | Qatar SC                   |
| 2015–2016 | Al-Ahli Doha               |
| 2016–2019 | Al-Kharitiyath             |
| 2018–2019 | → Al-Mesaimeer SC (cedido) |
| 2019–2021 | Al-Waab SC                 |

### Selección nacional
Jugó para Catar en 13 ocasiones de 2003 a 2008, participó en la Copa Asiática 2004 y en los Juegos Asiáticos de 2006.

## Logros

### Club
- Copa del Emir de Catar (5): 2003-04, 2005-06, 2010, 2011, 2013
- Copa Príncipe de la Corona de Catar (2): 2001, 2012
- Copa del Jeque Jassem (3): 2000, 2012, 2013
- Copa de las Estrellas de Catar (1): 2014

### Selección nacional
- Juegos Asiáticos (1): 2006